# Movimiento estudiantil

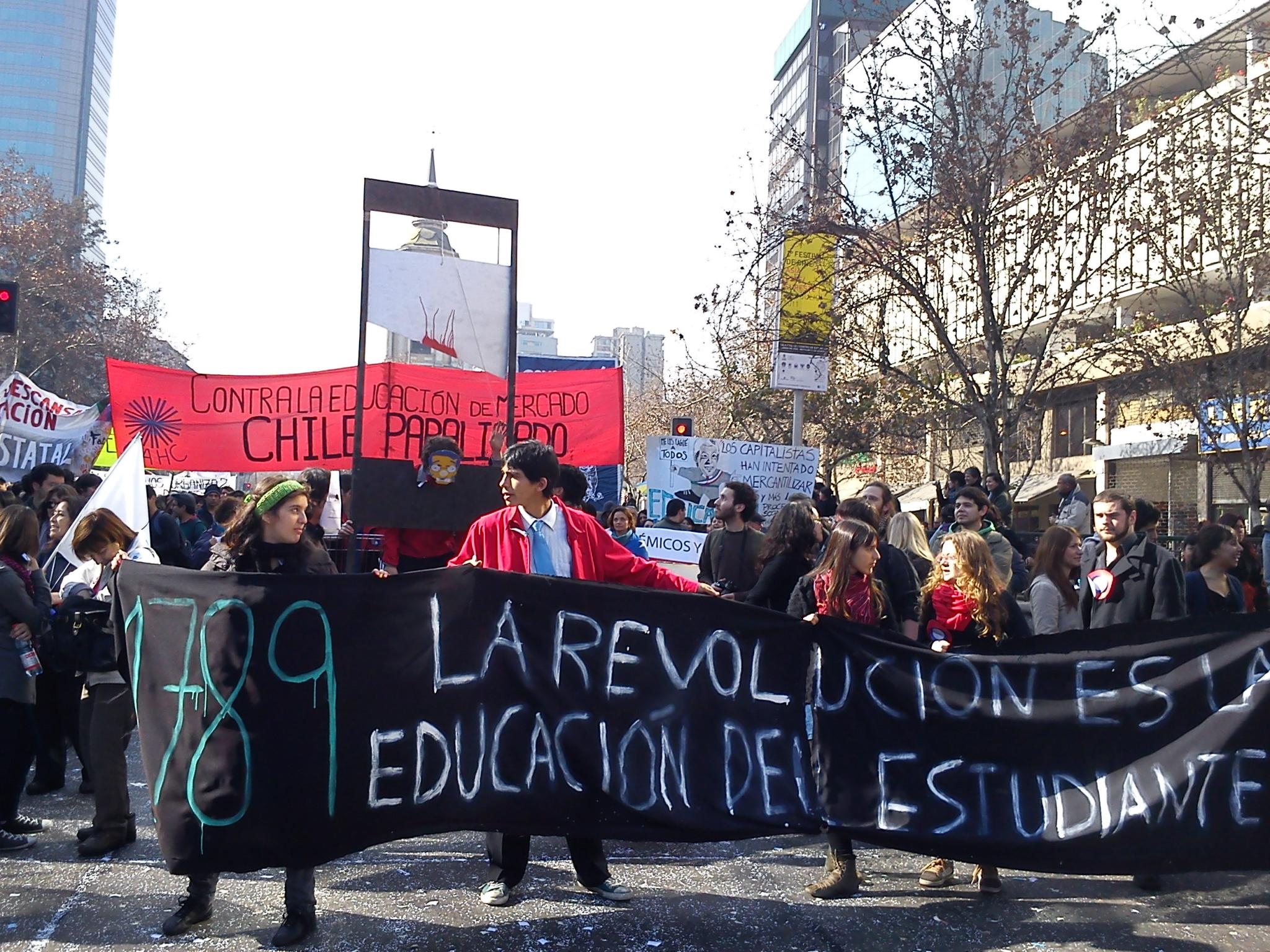
Marcha estudiantil en Santiago de Chile en la movilización estudiantil en Chile de 2011

El término movimiento estudiantil se usa para dar nombre a la acción gremial y política de los estudiantes universitarios, secundarios y terciarios o superiores. El movimiento estudiantil varía de país a país y suele estar organizado en centros por establecimiento educativo, agrupaciones, federaciones locales y nacionales, y federaciones internacionales, entre las que se destaca la Unión Internacional de Estudiantes (UIE). En algunos países el movimiento estudiantil forma parte del gobierno universitario o de los centros educativos, razón por la cual se realizan elecciones entre agrupaciones políticas para ocupar dichos cargos de gobierno.
Estos movimientos son una forma eficaz y de gran alcance que poseen los estudiantes para expresar sus ideas e inconformidades, al congregarse en actos públicos con gran número de personas, algunos mítines suelen pasar del pacifismo a la violencia. En general el movimiento estudiantil forma parte de un fenómeno más amplio ligado al protagonismo social de los jóvenes y a la importancia de la juventud como categoría social autónoma, a partir del siglo XX.
De hecho, autores como Sidney Tarrow señalan que los movimientos sociales (de los cuales los estudiantiles son una vertiente) deben reflejar desafíos colectivos, buscar objetivos comunes para el grupo, potenciar la solidaridad y mantener la acción colectiva (que implica no solamente el tiempo de duración, sino la diversidad de maneras que tiene el colectivo de manifestarse). Antonio Melucci, por su parte, propone tres dimensiones para que las acciones colectivas sean consideradas un movimiento: debe estar basado en la solidaridad, debe desarrollar un conflicto y debe romper los límites del sistema en que se realiza la acción.

## Causas de los movimientos estudiantiles
Los primeros movimientos estudiantiles se iniciaron en América Latina y adquieren relevancia continental con el Movimiento de Reforma Universitaria, iniciado en Córdoba, Argentina en 1918.
Refiriéndose a Europa, Lewis S. Feuer, en su obra "El cuestionamiento estudiantil del establishment, en los países capitalistas y socialistas" sostiene que "Los movimientos estudiantiles europeos constituyen así un espectro de difracción de los factores constitutivos de la estabilidad".
Desde la perspectiva del "establishment" siguiendo la terminología de Feuer, los movimientos estudiantiles son siempre atípicos e inesperados, cada uno surge y evoluciona de manera única, haciendo difícil (si no imposible), encontrar una forma efectiva e inteligente para concluirlos.
En conclusión el movimiento estudiantil es una fuerza joven, de espíritu libertario que lucha por las reivindicaciones sociales en busca de hacer cumplir la justicia y la equidad de los pueblos. No defiende ideologías imperialistas, ni regímenes totalitarios, solo busca la mejora social y política de una nación.

## Consecuencias de los movimientos estudiantiles

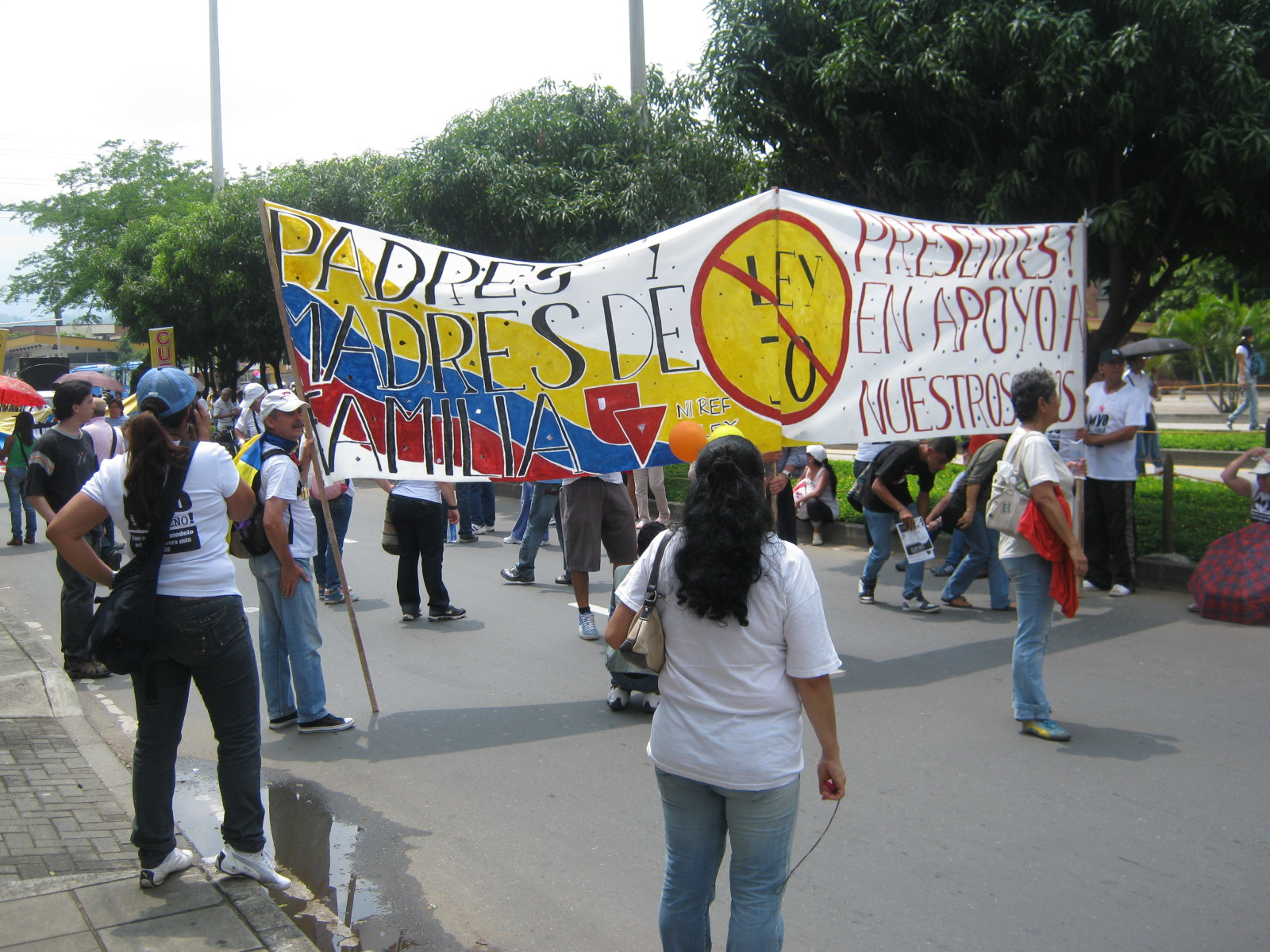
Las protestas estudiantiles terminan influyendo en la sociedad. Padres marchando en apoyo.

Las reacciones frente a las huelgas estudiantiles varían desde la aceptación de muchos estudiantes, que incluso han obligado a las autoridades a crear ministerios y secretarías o se ha reformado el sistema de participación del Estado en la industria o la economía, conforme a las propuestas de los estudiantes, pero también existen reacciones violentas en contra de estos, llegando inclusive a ser asesinados en manifestaciones públicas de carácter pacífico.
En la década de 1970, la población estudiantil de educación media y superior colombiana vivió un importante cambio de mentalidad. Los estudiantes tomaron elementos de la revolución cubana, las protestas de mayo de 1968, y los diferentes sucesos nacionales. Estas influencias generaron en los estudiantes reacciones en contra del orden político burgués y del sistema capitalista. Durante las décadas de 1960 y 1970, el movimiento estudiantil mantuvo una férrea oposición en contra de los gobiernos de turno. Fueron frecuentes los enfrentamientos entre las fuerzas del Estado y los movimientos estudiantiles.
En las décadas de los años 2000 y 2010 han surgido nuevas protestas. En algunos casos, como Chile y Argentina, las solicitudes tienen que ver con que la educación es un derecho y debe ser provisto por el Estado. En otros casos, como en Guatemala, el movimiento estudiantil es parte de un movimiento social que está luchando contra la corrupción que hay en el Estado: el 16 de mayo del 2015, por ejemplo, ha quedado señalado como una de las primeras ocasiones en que las universidades privadas marchan junto a la universidad pública para solicitar la renuncia de los funcionarios involucrados, y de cómo la comunidad estudiantil universitaria fue uno de los sectores más importantes tanto para convocar como para acompañar las marchas que iniciaban en diversos puntos de la capital y se juntaban en la Plaza de la Constitución. Como punto común en las movilizaciones de estos últimos años es que se llevan a cabo de forma simultánea en dos planos o capas, el digital o en línea y el físico o fuera de línea.

## Movilizaciones estudiantiles
- Movimiento estudiantil en México de 1968
- Consejo Estudiantil Universitario, México 1986-1990
- Consejo General de Huelga, México 1999-2000
- Movilización estudiantil en Chile de 2006
- Movilización estudiantil en Chile de 2011
- Movilización estudiantil en Colombia de 2011
- Movimiento #YoSoy132
- La Noche de los Lápices
- Primavera Valenciana
- Movimiento estudiantil todossomospolitecnico
- Movimiento Universitario 19 de Abril
- Paro nacional universitario de Colombia de 2018